# Listă de autostrăzi în Rusia

Autostrăzile din Rusia

Aceasta este o listă de autostrăzi din Rusia (în rusă автомобильные дороги федерального значения Российской Федерации):
- Autostrada  М1  ( E 30   AH6 ) "Belarus", Moscova-granița cu Belarus, 440km
- Autostrada  М2  ( E 105 ) "Crimeea"
- Autostrada  М3  ( E 101 ) "Ucraina"
- Autostrada  М4  ( E 115   E 50  E 592  E 97 ) "Don"
- Autostrada  М5  ( E 30   AH6   AH7 ) "Ural", 1880 km
- Autostrada  М6  ( E 119  E 40   AH8 ) "Caspian", 1380 km
- Autostrada  М7  "Volga"
- Autostrada  М8  "Kholmogory"
- Autostrada  М9  "Baltia"
- Autostrada  М10  "Scandinavia / Russia"
- Autostrada  М11  "Narva"
- Autostrada M18 "Kola"
- Autostrada M20 "Pskov"
- Autostrada M29 "Caucasus"
- Autostrada M52 "Chuisky Trakt"
- Autostrada M51 Baikal
- Autostrada M53
- Autostrada M56 "Lena", 3720 km
- Autostrada M56 "Kolyma"
- Autostrada M58 "Amur"
- Autostrada M60 "Ussuri"
- Autostrada A119 "Vyatka"
- Autostrada "Vostok"

### Autostrăzi transiberiene
- Autostrada M51
- Autostrada M53
- Autostrada M55

(М51, М53, М55 Baikal)

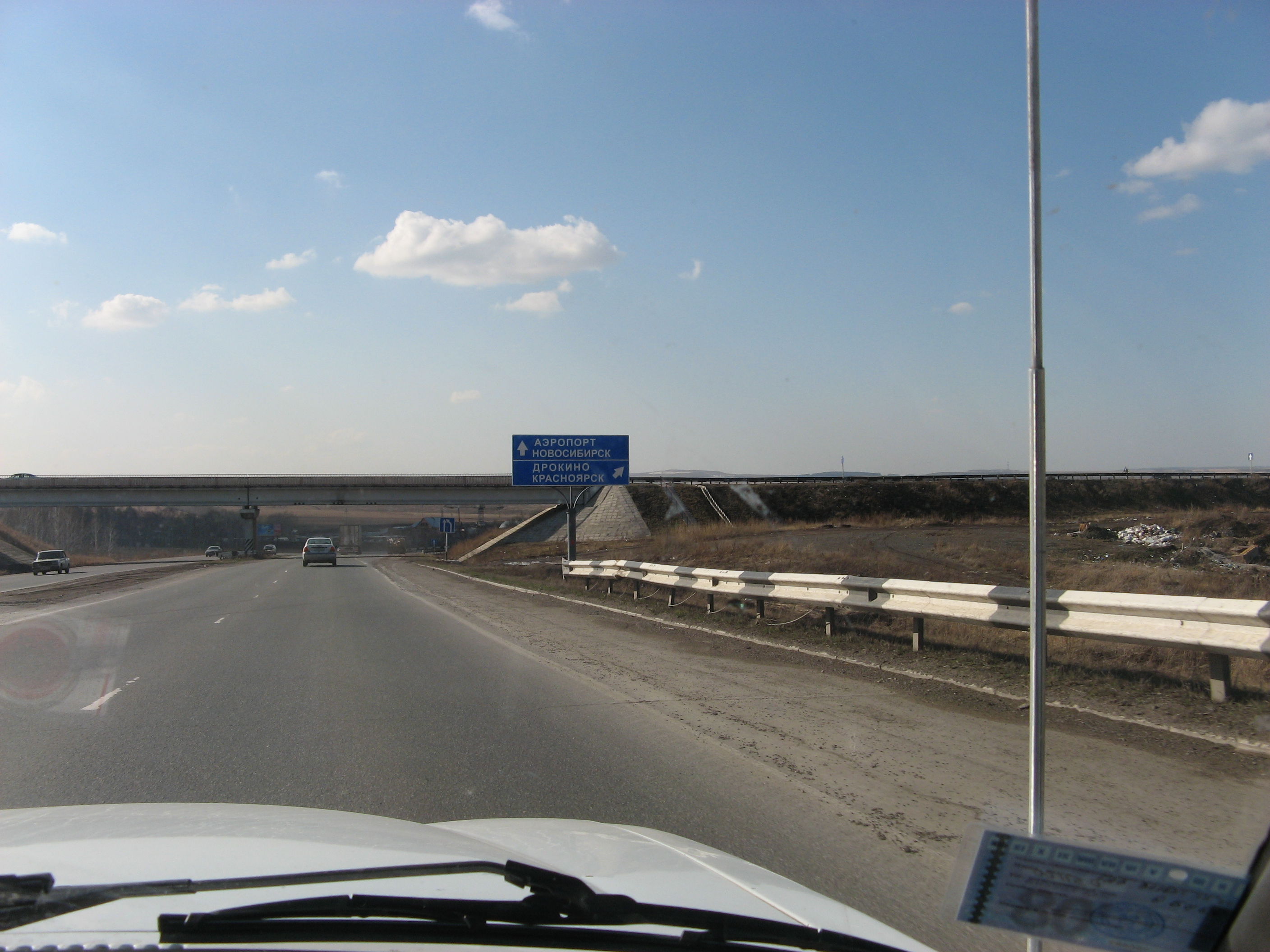

- Autostrada M58 Amur, Chita - Khabarovsk, 2790km
- Autostrada M60 Ussuri